# Học thuyết Trái Đất giãn nở

Phần giãn rộng của các khối lục địa theo giả thuyết khi kích thước Trái Đất tăng do sự tạo thành các vật liệu mới dưới đáy biển.

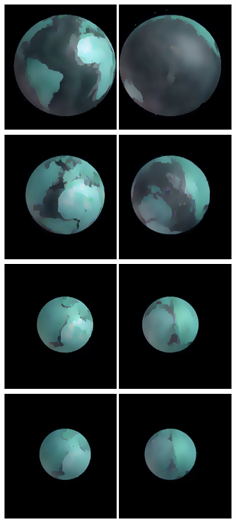
Sự chuyển động của các lục địa khi Trái Đất giãn nở. Phần trung tâm bên trái: Đại Tây Dương; trung tâm bên phải: Thái Bình Dương.

Các đề xuất học thuyết Trái Đất giãn nở đưa ra sự giải thích về vị trí và sự chuyển động của các lục địa, và sự xuất hiện của các vật liệu vỏ mới ở sống núi giữa đại dương làm cho thể tích của Trái Đất đã và đang tăng lên. Các bằng chứng của khoa học hiện đại thì không ủng hộ quan điểm này, thay vào đó quan điểm về kiến tạo mảng thì được chấp nhận rộng rãi toàn cầu. Một số ít đề xuất về sự giãn nở Trái Đất thì cho rằng các lục địa trôi đạt ngày càng xa nhau do sự mở rộng hơn nữa tại các đới xé toạc nằm bên dưới các đại dương. Đều này mâu thuẫn với học thuyết kiến tạo mảng bởi theo đó các ranh giới phá hủy quan trọng không tồn tại.
Có rất nhiều kiểu giãn nở khác nhau của Trái Đất mà học thuyết này đưa ra bao gồm các đề xuất như khối lượng Trái Đất vẫn không đổi (và như vậy lực kéo trọng trường tại bề mặt giảm theo thời gian), khối lượng Trái Đất tăng khi thể tích tăng và theo cách này trọng lực bề mặt là không đổi, hay hằng số trọng lực toàn cầu thay đổi theo thời gian (một giả thuyết dùng để giải thích bằng cách nào khối lượng và lực hút trọng trường của Trái Đất có thể không đổi khi Trái Đất giãn nở). Một số nhà địa chất học ủng hộ quan điểm này trong đó có nhà địa chất học Úc, S. Warren Carey, ý tưởng của ông rất phổ biến vào thập niên 1950 và 1960.
Những phản đối ban đầu về giãn nở Trái Đất tập trung xung quanh sự thiếu sót một quá trình để được mọi người chấp nhận đó là bàn kính Trái Đất có thể tăng và trên thực tế bán kính này không được đo đạc để thấy rằng nó tăng cho đến ngày nay. Các ý tưởng về sự giãn nở Trái Đất cũng không được tin tưởng khi chúng chỉ dựa trên đề xuất rằng quá trình hút chìm và các ranh giới mảng phá hủy khác là không tồn tại, khi mà sự hút chìm thực tế được quan sát tại các rãnh đại dương.

### Đã cũ
- G. Scalera: Roberto Mantovani an Italian defender of the continental drift and planetary expansion
- G. Scalera, Braun: Ott Christoph Hilgenberg in twentieth-century geophysics
- G. Scalera: Samuel Warren Carey - Commemorative memoir
- Andrew Alden: Warren Carey, Last of the Giants Lưu trữ ngày 21 tháng 8 năm 2016 tại Wayback Machine

### Hiện tại
- G. Scalera: The expanding Earth: a sound idea for the new millennium
- Growing Earth Consortium - Michael Netzer et al.
- Animation collection of Expanding Earth TheoryLưu trữ ngày 19 tháng 1 năm 2012 tại Wayback Machine by Neal Adams